# Codex Veronensis (Evangelien)

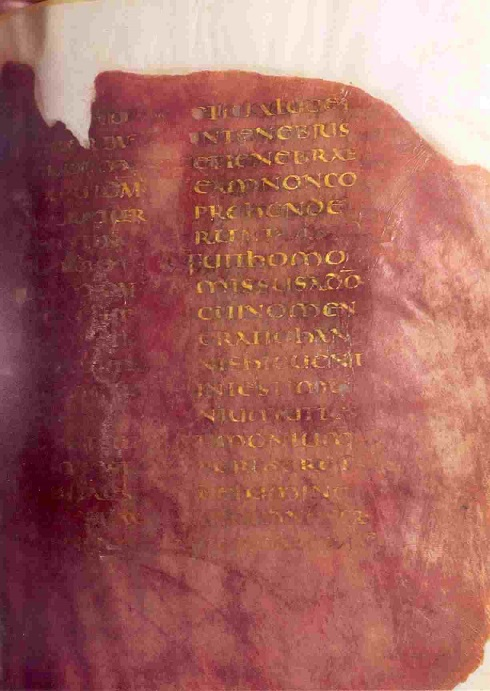
Seite aus dem Codex Veronensis

Der Codex Veronensis (Sigla b oder 4 nach Beuron) ist eine Evangelienhandschrift aus dem 4. oder 5. Jahrhundert in lateinischer Sprache. Sie enthält den Text der vier Evangelien des Neuen Testaments in der Übersetzung der Vetus Latina. Diese sind in der westlichen Reihenfolge (Matthäus, Johannes, Lukas, Markus) angeordnet. Die Handschrift besteht aus 395 Pergamentblättern im Format 222 × 282 cm und ist in Unzialen geschrieben. Einige Textstellen fehlen (Lacunae).
Die Handschrift ist auf purpurgefärbtem Pergament mit silberner und goldener Tinte beschrieben. Sie befindet sich in der Biblioteca Capitolare (Dombibliothek) in Verona, Siglum b.

## Text
- Johannes Belsheim: Codex Veronensis. Quattuor Evangelia. Prag 1904 (archive.org).